# 岡田邦彦
岡田 邦彦（おかだ くにひこ、1955年 - ）は、ハーバード大学研究員。早稲田大学大学院公共経営研究科客員教授。元松下政経塾塾頭。

## 略歴・人物
愛知県名古屋市出身。1980年東京大学法学部卒業後、松下幸之助が創設した財団法人松下政経塾に第1期生として入塾。同期生には逢沢一郎、野田佳彦、小野晋也、横尾俊彦らがいる。
卒塾後も同塾の職員としてとどまり、塾主担当や主幹、塾頭を歴任し、後輩の育成に努めた。
彼が塾頭を務めた時の塾生には政治家が少ないといわれる。松下政経塾を政界デビューのショートカットとして利用する風潮とは明確に一線をなし、松下幸之助が著した「人間とは何か」の公案に自らの活動を通じて取り組む。
現在、アメリカ合衆国のハーバード大学ケネディスクールの研究員、早稲田大学大学院公共経営研究科客員教授を務める。